# Tancrède (Oper)
Tancrède (Originalschreibweise: Tancrede) ist eine Tragédie lyrique (Oper) in einem Prolog und fünf Akten von André Campra (Musik) mit einem Libretto von Antoine Danchet nach dem Epos Das befreite Jerusalem von Torquato Tasso. Die Uraufführung fand am 7. November 1702 im Palais Royal der Pariser Oper statt.

## Handlung

### Kurzfassung
Prolog. Angesichts der aktuellen Kriegshandlungen (in der Oper des Ersten Kreuzzugs, in der Realität des Spanischen Erbfolgekriegs) ruft ein weiser Zauberer zum Frieden auf. Er legt seine Hoffnung auf den „immer siegreichen König“ (Ludwig XIV.).
Erster Akt. Der sarazenische König Argant liebt die kriegerische Sarazenenprinzessin Clorinde, die in die Hände des Kreuzfahrers Tancrede gefallen ist und sich in diesen verliebt hat. Er ruft seine Leute zum Kampf gegen die Christen auf. Seine Schwester Herminie hat ebenfalls Gefühle für Tancrede entwickelt. Argant verbündet sich mit dem Zauberer Ismenor, der Dämonen aus der Unterwelt herbeiruft.
Zweiter Akt. Um Clorinde seine Liebe zu beweisen, lässt Tancrede sie und die anderen Gefangenen frei. Clorinde verschweigt ihm ihre Gegenliebe. Sie will sich lieber von Argant retten lassen. Die Kämpfe zwischen Christen und Sarazenen brechen wieder aus.
Dritter Akt. Herminie und Argant locken Tancrede in einen verzauberten Wald. Clorinde will ihn retten. Sie und Herminie streiten eifersüchtig miteinander.
Vierter Akt. Herminie findet den verirrten Tancrede und ruft Ismenor herbei, der den Ritter mit seinem Zauberstab lähmt. Als Ismenor ihn töten will, fällt ihm Herminie in den Arm. Ismenor übergibt Tancrede Clorinde, die ihn zwar befreit, aber auf einer Trennung beharrt, da sie ihr Volk nicht verraten will.
Fünfter Akt. Die Kreuzfahrer besiegen die Sarazenen in der Schlacht. Tancrede ist persönlich gegen Argant angetreten und glaubt, ihn schwer verwundet oder getötet zu haben. Der tödlich verwundete Argant wird hereingebracht und berichtet, dass Tancrede nicht ihn, sondern die in seiner Rüstung kämpfende Clorinde getötet habe (in einer späteren Fassung erscheint Clorinde selbst und verabschiedet sich von Tancrede). Tancrede sehnt sich verzweifelt nach dem Tod.

### Prolog
Palast des weisen Zauberers am Fuß des Libanongebirges
Szene 1. Der Zauberer ruft Geister herbei, um abseits vom kriegerischen Geschehen am Jordan eine Zuflucht für die Kunst zu schaffen. Es handelt sich um eine Anspielung an den Spanischen Erbfolgekrieg.
Szene 2. La Paix, die Allegorie des Friedens, schließt sich mit ihren Anhängern diesem Aufruf an. Der Zauberer ist überzeugt, dass die „Völker vom Ufer der Seine“ unter dem „immer siegreichen König“ (Ludwig XIV.) dieses Land von der Barbarei befreien werden.

### Erster Akt
Die Begräbnisstätte der sarazenischen Könige
Szene 1. König Argant, der Anführer der sarazenischen Armee, ruft seine Leute zum Kampf gegen die christliche Armee auf. Er erklärt seiner Schwester Herminie, dass er seine Geliebte Clorinde befreien will, die nach einem vorangegangenen Sieg Tancredes in die Hände der Feinde gefallen war. Herminie steckt in einem Gewissenskonflikt, denn sie liebt Tancrede. Da ihre Gefühle Argant nicht verborgen bleiben, erzählt sie ihm, dass Tancrede ihr einst Milde zeigte, nachdem sie selbst in Gefangenschaft geraten war.
Szene 2. Der Zauberer Ismenor bietet Argant seine Hilfe an (Duett Ismenor/Argant: „Suivons la fureur“). Ihm gehorchen die Geister der Unterwelt. Er hofft auf die Gunst Herminies, die er liebt.
Szene 3. Argant und Ismenor schwören ihre Anhänger auf den Kampf ein (Argant und Chor: „Ô Ciel! ô suprême Puissance!“).
Szene 4. Ismenor und die Magier und Magierinnen in seinem Gefolge beschwören die Dämonen der Unterwelt. Die Gräber fallen unter Donnergrollen zusammen. Argant erinnert seine Krieger an ihre Schwüre und fordert Ismenor auf, auf dem Schlachtfeld auf Magie zu verzichten. Ihr Mut reiche aus.

### Zweiter Akt
Tancredes Feldlager

Franz Ertinger: Szene aus dem zweiten Akt, 1706

Szene 1. Die gefangene sarazenische Kriegerin Clorinde kämpft gegen ihre Gefühle an, die sie für ihren Bezwinger Tancrede entwickelt hat. Sie nimmt sich vor, sich ihm gegenüber nichts anmerken zu lassen.
Szene 2. Tancrede verspricht Clorinde, sie und ihre Mitgefangenen freizulassen. Er gesteht ihr seine Liebe. Clorinde verschweigt ihre Gegenliebe vorerst.
Szene 3. Tancrede lässt die Mauren und Sarazenen frei (Tancrede und Chor der Sarazenen: „Quittez vos fers“). Er versichert Clorinde, dass er sie zu nichts zwingen werde. Clorinde will ihre Freiheit jedoch nicht der Liebe verdanken, sondern hofft auf eine Rettung durch Argant.
Szene 4. Tancrede erkennt, dass Argant nicht nur im Krieg, sondern auch in der Liebe sein Rivale ist. Er schwört, sich an ihm zu rächen. Dies werde ihn über Clorindes Zurückweisung trösten.
Szene 5. Ein Krieger berichtet, dass die christliche Armee durch die Dämonen eines grausamen Zauberers dezimiert werde. Tancrede beschließt, wieder in den Kampf zu ziehen, um seinen Leuten beizustehen.

### Dritter Akt
Der Zauberwald
Szene 1. Nachdem Herminie und Argant von Tancredes Liebe zu Clorinde erfahren, werden beide eifersüchtig. Sie wollen Tancrede in den von Ismenor beschworenen Zauberwald locken, um ihn zu besiegen.
Szene 2. Herminie leidet besonders stark unter ihren Gefühlen für Tancrede. Wenn er ihre Liebe schon nicht erwidert, will sie wenigstens über sein Leben gebieten können („Cessez, mes yeux, de contraindre vos larmes“).
Szene 3. Tancrede gerät in die Falle. Er erkennt, dass hier ein Zauber herrscht, und nimmt all seinen Mut zusammen.
Szene 4. Schäferinnen, eine Dryade und eine Vergnügung („un plaisir“) besingen die Liebe.
Szene 5. Herminie fängt Clorinde ab, die Tancrede beistehen will. Sie behauptet, er sei dem Zauber bereits erlegen und verstorben. Clorinde will ihn rächen und ihm anschließend in den Tod folgen. Daraufhin gesteht Herminie, dass Tancrede noch lebe, sie selbst ihn aber ebenfalls liebe. Beide Frauen drohen einander.
Szene 6. Clorinde will Tancrede um jeden Preis retten, auch wenn sie dadurch zur Verräterin an ihrem eigenen Volk wird.

### Vierter Akt
Ein grauenhafter Ort im Zauberwald

Bild aus dem Klavierauszug von Alexandre Guilmant

Szene 1. Tancrede findet keinen Ausweg aus dem Wald. Er will jetzt nur noch sterben (Tancrede: „Sombres forêts“).
Szene 2. Tancrede trifft auf Herminie, die ihm droht, aber zugleich ihre Liebe andeutet. Tancrede ist verwirrt. Herminie ruft nach Ismenor, der Tancrede töten soll.
Szene 3. Ismenor lähmt Tancrede mit seinem Zauberstab und ruft la Vengeance (die Rache) und la Haine (der Hass) mit ihrem dämonischen Gefolge herbei. La Vengeance gibt dem Zauberer einen Dolch, um Tancrede zu töten.
Szene 4. Als Ismenor zustechen will, fällt Herminie ihm in den Arm. Ihre Liebe zu Tancrede hat gesiegt. Der darüber zutiefst enttäuschte Ismenor überlässt Tancrede der gerade hinzukommenden Clorinde.
Szene 5. Clorinde befreit Tancrede. Sie gesteht ihm ihre Liebe, meint aber, dass eine Beziehung nicht möglich sei. Amor müsse dem Ruhm weichen.
Szene 6. Obwohl Clorinde ihre Liebe geopfert hat, fürchtet sie die Konfrontation mit ihrem Volk.

### Fünfter Akt
Ein Feldlager; in der Ferne die Befestigungen einer Stadt; gegen Ende der Nacht
Szene 1. Herminie erwartet besorgt den Ausgang einer weiteren Schlacht zwischen Sarazenen und Christen. Sie fürchtet um Tancredes Leben und versucht vergeblich, ihre Gefühle zu beherrschen.
Szene 2. Nach seinem Sieg zieht Tancrede feierlich in das christliche Lager ein, wo Herminie ihn erwartet. Er erzählt ihr, dass er persönlich gegen Argant gekämpft habe, der ihm unerschütterlich standhielt. Während des Kampfes habe er erstaunlicherweise Mitleid mit dem Rivalen verspürt. Er wisse selbst nicht, ob Argant überlebt habe. Der Zauberer hingegen sei gefallen.
Szene 3. Die christlichen Kämpfer präsentieren Tancrede auf einem Schild Argants eroberte Waffen. Das befreite Volk Palästinas trifft ein, um seinen Sieg zu feiern. Tancredes Gedanken jedoch gelten nur Clorinde, deren Schicksal er noch nicht kennt.
Szene 4. Der schwer verwundete Argant wird hereingeführt. Bevor er stirbt, berichtet er, dass Clorinde in seiner Rüstung an der Schlacht teilgenommen habe und durch Tancredes Hand gefallen sei. In einer späteren Fassung der Oper (Librettodrucke ab 1729) erscheint anstelle von Argant die sterbende Clorinde selbst. Mit ihren letzten Worten bittet sie Tancrede, zu vergessen, dass sie durch seine Streiche starb. Er solle aber nie ihre Liebe vergessen.
Szene 5 „dernière“. Tancrede will sich verzweifelt in sein Schwert stürzen.

## Gestaltung

### Musik
In dieser Oper experimentierte Campra mit den klanglichen Möglichkeiten der tieferen Stimmlagen.:158 Zum ersten Mal in einer französischen Oper erhielt eine Altistin eine bedeutende Rolle. Die Partie der Clorinde ist speziell auf die darstellerischen und stimmlichen Fähigkeiten der Sängerin Julie d’Aubigny („Mlle. Maupin“) zugeschnitten. Deren Stimmlage entsprach bei der Uraufführung allerdings eher dem heutigen Mezzosopran (französisch damals: „Bas-dessus“). Später wollte sie die Partie einen Ton tiefer singen. Trotz der damaligen Beliebtheit der Haute-contre-Stimme sind alle anderen Männerpartien der Handlung für tiefere Männerstimmen konzipiert. Dies spiegelt sich auch in den Ensemblesätzen wie dem Duett „Suivons la fureur“ (I:2) für zwei Bässe wider.:158 Das Orchester sieht einen Kontrabass vor. Dieses Instrument war erst kurz zuvor an der Pariser Oper eingeführt worden. Es wurde von Michel Pignolet de Montéclair gespielt.:125
Es gibt einige tonmalerische Stellen, mit denen Campra die Kriegshandlungen, die Zerstörung der Begräbnisstätte (hier wird das Orchester völlig unabhängig vom Chor geführt),:156 das Flammenmeer, die Klagelaute im Zauberwald (Flöten geben die Stimmen der Bäume wieder) und die Naturlaute beschreibt.
Von besonderer Bedeutung sind die Szene, in der Tancrede Clorinde seine Liebe gesteht (II:2), Tancredes Siegesfeier „Quittez vos fers“ (II:3), Herminies Eifersuchtsklage „Cessez, mes yeux, de contraindre vos larmes“ (III:2, mit Triobegleitung von Flöte und Violinen),:158 Tancredes an die langen Melodien Georg Friedrich Händels gemahnender Monolog „Sombres forêts“ im Zauberwald (IV:1),:160 seine Rettung durch Clorinde (IV:5) und ihre Abschiedsszene (V:4 in der überarbeiteten Fassung).
Auffällig ist ein Ungleichgewicht zwischen den christlichen und den sarazenischen Charakteren. Abgesehen vom Titelhelden Tancrede gehören alle anderen handelnden Personen zum gegnerischen Lager. Der Librettist vermied zudem jeglichen Hinweis auf das Christentum. Die Oper enthält eine große Anzahl von Tanzsätzen in fünf Divertissements, von denen nur zwei im christlichen Lager spielen. In demjenigen des zweiten Akts feiern allerdings die von Tancrede freigelassenen Sarazenen, und seine Siegesfeier im letzten Akt wird durch den Tod Clorindes getrübt. Die drei Divertissements im ersten, dritten und vierten Akt sind von der Magie des Zauberers Ismenor geprägt.:330

### Orchester
Die Orchesterbesetzung der Oper umfasst die folgenden Instrumente:
- Holzbläser: drei Blockflöten (mit Tenorflöte), zwei Querflöten, zwei Oboen, zwei Fagotte
- Blechbläser: zwei Trompeten
- Pauken
- Streicher
- Basso continuo (Laute, Theorbe, Cembalo)

## Werkgeschichte

Titelblatt des Librettos, Lyon 1702

Titelblatt des Klavierauszugs von Alexandre Guilmant

Tancrede gilt als die bedeutendste Tragédie lyrique des französischen Barockkomponisten André Campra und war einer der größten Opernerfolge in den Jahrzehnten nach dem Tod Jean-Baptiste Lullys 1687. Das Libretto verfasste Antoine Danchet nach Episoden aus dem Epos Das befreite Jerusalem von Torquato Tasso.
Die Uraufführung fand am 7. November 1702 im Palais Royal der Pariser Oper statt. Die Hauptrollen sangen Gabriel-Vincent Thévenard als Tancrede und „Mlle. Maupin“ (Julie d’Aubigny) als Clorinde. Weitere Darsteller waren Marie-Louise-Antoinette Desmâtins (Herminie), Charles Hardouin (Argant) und Jean Dun „père“ (Ismenor). Die musikalische Leitung hatte Marin Marais. Die Bühnenbilder und Kostüme stammten von Jean Bérain.
In Paris wurde die Oper auch in den Jahren 1707 (überarbeitete Fassung, 13 Aufführungen), 1717 (mit Campras Divertissement Les Fêtes corinthiennes, 30 Aufführungen), 1729 (mit Jean-Féry Rebels Pas de trois La Fantaisie), 1738, 1750 und 1764 gespielt. Höfische Aufführungen gab es 1729 und 1748/49 in Versailles (ohne Prolog), 1732 in Fontainebleau sowie 1739 in Compiègne. Nachweisbar sind außerdem Aufführungen in Brüssel (1708) und Lyon (1740).

Louis Boquet: Kostümskizzen, Paris 1764
M. Cassaignade als Ismenor
Marie-Jeanne Chevalier als Clorinde

Von Tancrede sind drei Parodiefassungen bekannt. La Vengeance de Colombine ou Arlequin beau frère du Grand Turc von Nicolas Barbier hatte bereits am 13. Juli 1703 in Lyon Premiere. Pierrot Tancrède ou La Méprise de l’Amour von Louis Fuzelier, Charles-François Panard und Claude Florimond Boizard de Pontau erschien am 10. März 1729 an der Opéra-comique in Paris. Nur neun Tage später, am 19. März 1729, wurde an der Comédie-Italienne, ebenfalls in Paris, Arlequin Tancrède von Pierre François Biancolelli („Dominique“) und Jean-Antoine Romagnesi gespielt.
Das Autograph ist nicht erhalten. Die Partiturfassung von 1737 ist in einer Abschrift überliefert. Eine reduzierte Partitur erschien bereits 1702 bei Ballard in Paris im Druck. Eine zweite Auflage gab es 1737. Ein Klavierauszug von Alexandre Guilmant wurde in der Reihe Chefs-d’œuvre classiques de l’opéra français veröffentlicht.
Auch in jüngerer Zeit gab es einige Produktionen:
- 1970: Saint-Maximin – konzertant, Dirigent: Clément Zaffini.[10]
- 1975: Königliche Oper Kopenhagen – Inszenierung: Peter Eszterhás, Dirigent: Jean-Claude Malgoire.[2]
- 1986: Théâtre de l’Archevêché, Aix-en-Provence – Inszenierung: Jean-Claude Penchenat, Dirigent: Jean-Claude Malgoire; ein Live-Mitschnitt wurde auf CD veröffentlicht; auch 1987 im Théâtre du Campagnol in Châtenay-Malabry.[10][11]
- 2000: Atelier lyrique de Tourcoing – Inszenierung: Jacky Lautem, Dirigent: Jean-Claude Malgoire.[10]
- 2014: Schloss Versailles – Inszenierung: Vincent Tavernier, Dirigent: Olivier Schneebeli; ein Live-Mitschnitt aus Versailles wurde auf CD veröffentlicht.[12]

## Aufnahmen
- 1981 – Clément Zaffini (Dirigent), Ensemble Instrumental de Provence, Ensemble Vocal d’Avignon.
 Jacques Bona (Tancrede), Catherine Dussaut (Herminie), Armand Arapian (Argant).
 Studioaufnahme, Auszüge.
 Disques Pierre Verany CD: PV 786111 (1 CD).[13]:2502
- 1986 – Jean-Claude Malgoire (Dirigent), La Grande Écurie et la Chambre du Roy, The Sixteen.
 Andrew Mungatroyd (Zauberer und Krieger), Colette Alliot-Lugaz (la Paix, Dryade und Kriegerin), François Le Roux (Tancrede), Daphne Evangelatos (Clorinde), Catherine Dubosc (Herminie), Pierre-Yves Le Maigat (Argant), Gregory Reinhart (Ismenor), Christopher Royall (Zauberer), Dominique Visse (Sylphide).
 Live aus Aix-en-Provence.
 Erato 2292-45001-2.[13]:2503
- 6./7. Mai 2014 – Olivier Schneebeli (Dirigent), Les Chantres du Centre de Musique Baroque De Versailles.
 Benoît Arnould (Tancrede), Isabelle Druet (Clorinde), Chantal Santon (Herminie), Alain Buet (Argant), Éric Martin-Bonnet (Ismenor), Erwin Aros (weiser Zauberer, Waldgott, Krieger, la Vengeance), Anne-Marie Beaudette (la Paix, Kriegerin, Dryade), Marie Favier (Kriegerin, Dryade).
 Live aus der Königlichen Oper Versailles.
 Alpha 958.[14]

## Digitalisate
- Tancrède: Noten und Audiodateien im International Music Score Library Project
- André Philidor (Kopist): Partitur-Manuskript, 1703. Digitalisat bei Gallica
- Partitur, Ballard, Paris 1702. Digitalisat bei Gallica
- Partitur, „nouvelle édition“, Ballard, Paris 1737. Digitalisat bei Gallica
- Partitur, Ballard, Paris 1738. Digitalisat bei Gallica
- Libretto (französisch), Amaulry, Lyon 1703. Digitalisat im Internet Archive
- Libretto (französisch), Foppens, Amsterdam 1704. Digitalisat im Internet Archive
- Libretto (französisch), 1724. Digitalisat im Internet Archive
- Libretto (französisch), Ballard, Paris 1729. Digitalisat bei Gallica
- Libretto (französisch), Ballard, Paris 1738. Digitalisat bei Gallica
- Libretto (französisch), Lormel, Paris 1764. Digitalisat bei Gallica
- Alexandre Guilmant: Klavierauszug, Michaëlis, Paris um 1880. Digitalisat im Internet Archive